# Судак (винодельческое предприятие)
Государственное предприятие «Судак» (ГП "Судак") ранее Совхоз-завод «Судак» — винодельческое предприятие первичного и вторичного виноделия, образованное в 1920 году. Является самым крупным предприятием входящим в состав ФГУП ПАО «Массандра».

## История
Судакская долина с древности использовалась как винодельческая местность. Это подтверждено проводимыми здесь археологическими раскопками. Были найдены амфоры, пифосы и другие винодельческие принадлежности.
Генуэзцы также использовали эту местность для виноделия. Они почитали эту землю, так как на ней произрастал виноград. Отсюда вино перемещали за пределы Крыма. Мартин Броневский и Эмиддио Д`Асколи описывали великолепные виноградники и сады произраставшие в Судакской долине, а также восхищались производимыми здесь винами.
Развитию виноделия способствовал правитель Таврической губернии Г. А. Потёмкин. Государство стало давать в пользование земли заинтересованным людям, взяв с них обязательство посадить на ней виноградники. По распоряжению Потёмкина Г.А, в Крым завозили виноградные лозы из Европы, которые произрастали в местах с аналогичными климатическими условиями. Так в 1785 году в Судак были посажены доставленные из города Токай и островов Эгейского моря лозы винограда. Было построено предприятие по изготовлению французской водки и ликёра.
Осенью 1786 года завершилось строительство подвала для хранения вин.
После смерти Г. А. Потёмкина, владевшего этими землями и предприятием, всё пришло в запустение. Его владения были возвращены в казну.

### Крымское училище виноделия
В 1804 году в Судаке было основано «Крымское училище виноделия». Место для строительства училища выбирал Паллас П.С. Впоследствии он стал управляющим училища. В 1803 году специально для «Крымского училища виноделия» из Франции были приглашены два виноградаря (одним из них был Давид Яковлевич Ларгье) и купор, а также закуплены виноградные лозы и специальное оборудование на общую сумму 4000 руб.
В сентябре 1804 года для постройки необходимых помещений для училища было выделено 15000 руб. На ежегодные расходы выделялось по 5000 руб.
Учащимися данного учебного заведения были ученики Военносиротских отделений (10—15 чел.) и рекруты (20 чел.) из четырёх ближайших губерний, в том числе из Таврической губернии, и люди пожелавшие обучаться виноделию.
В 1809 году после переезда Палласа П.С в другую местность, училище осталось без руководства. Управляющим училищем 9 июня 1809 года стал Дюк де Ришельё.
К 1812 году под руководством Ларгье Д.Я был осуществлён выпуск вина.
В 1829 году образована компания, которой управляли Ларгье Д.Я, Стевен Х.Х и другие акционеры. Она специализировалась на реализации крымских вин в Симферополе. Но вскоре компания обанкротилась.
Судакские вина удостоены высоких наград на конкурсах в 1864, 1872, 1875, 1895 годах.

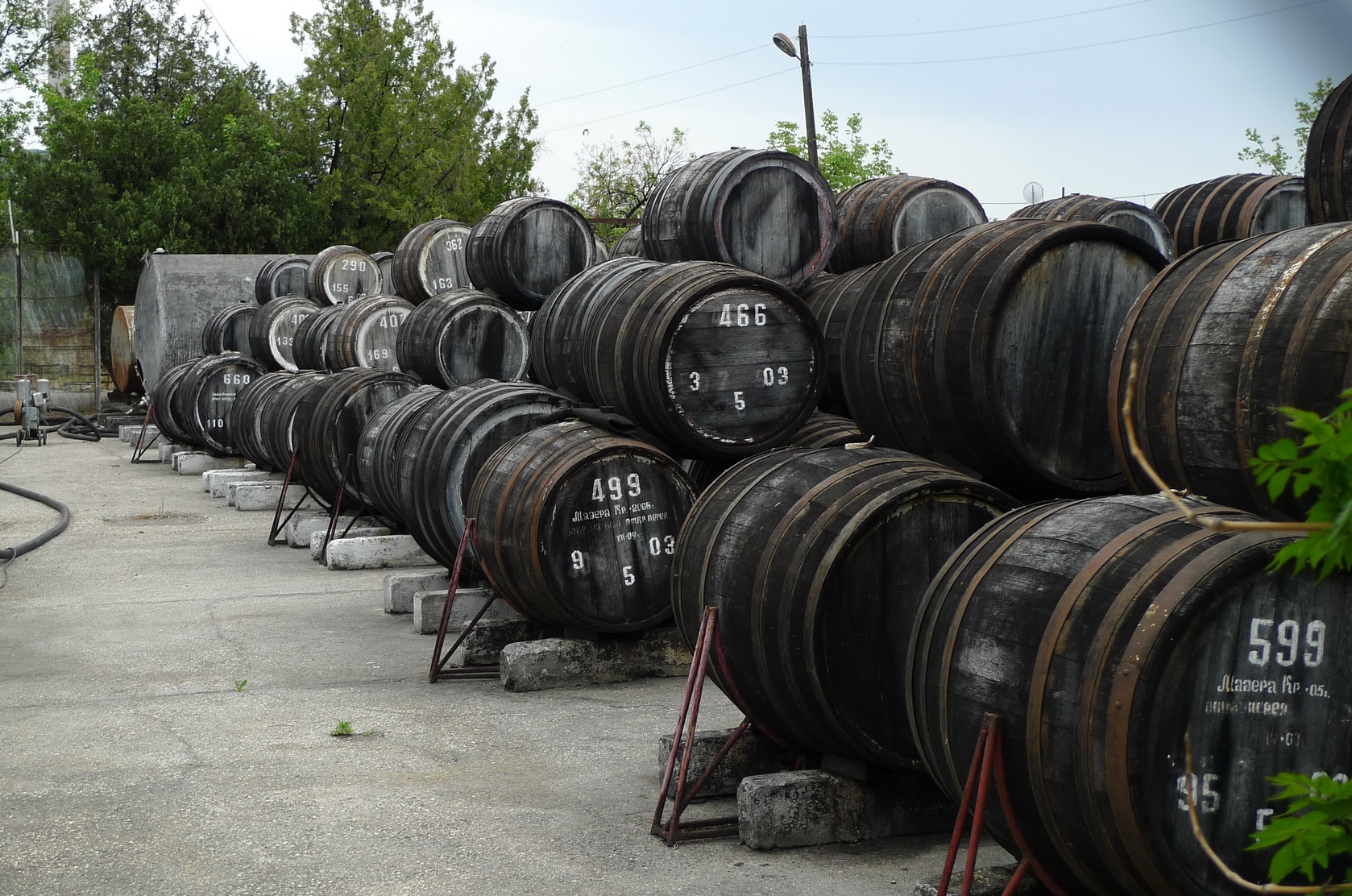
Мадерная площадка ГП «Судак»

### 1920—1960 гг.

Экспонаты [[Вилла Функа|исторического музея ГБУК РК
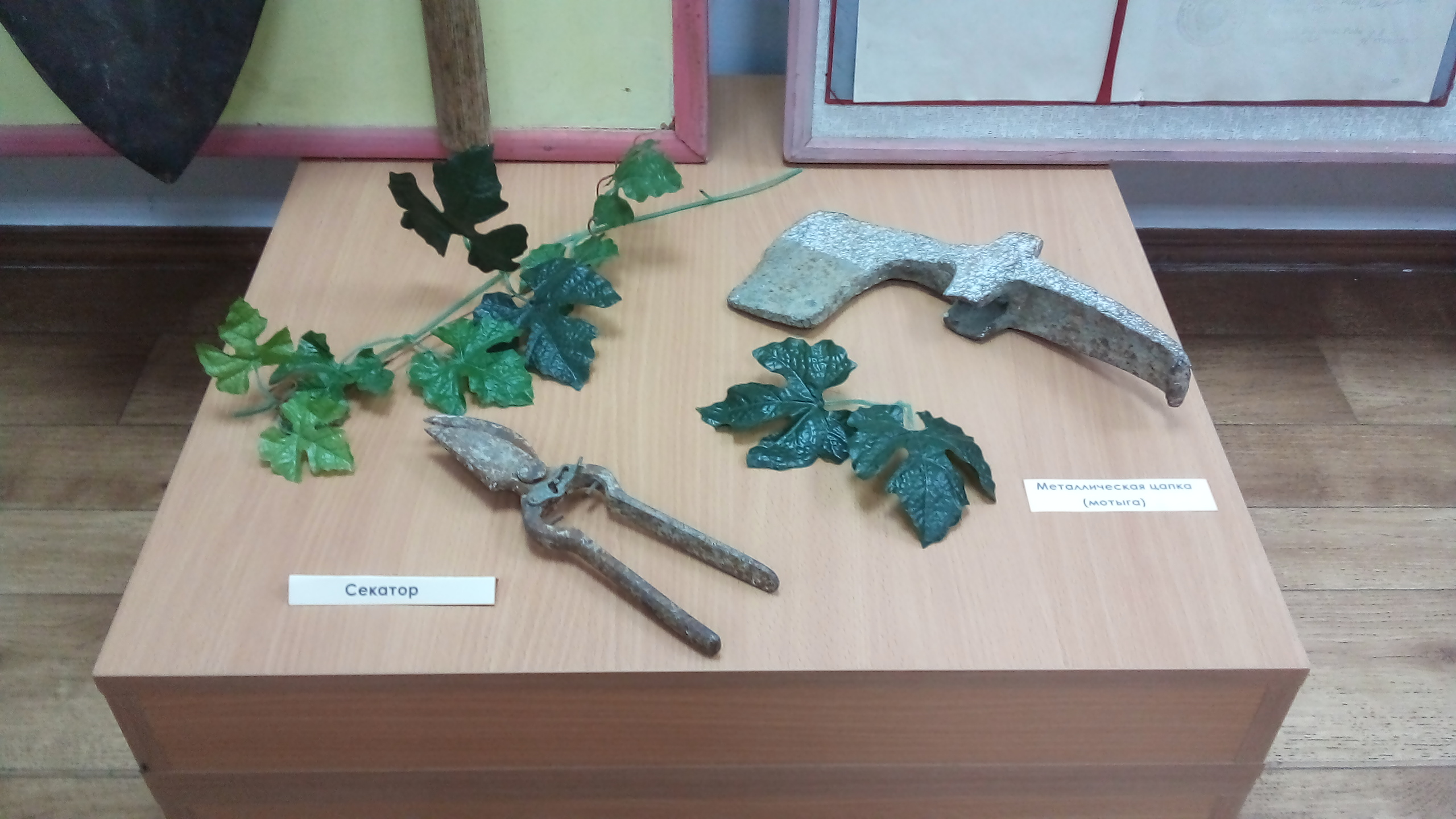
Инструмент виноградаря 1930-х годов
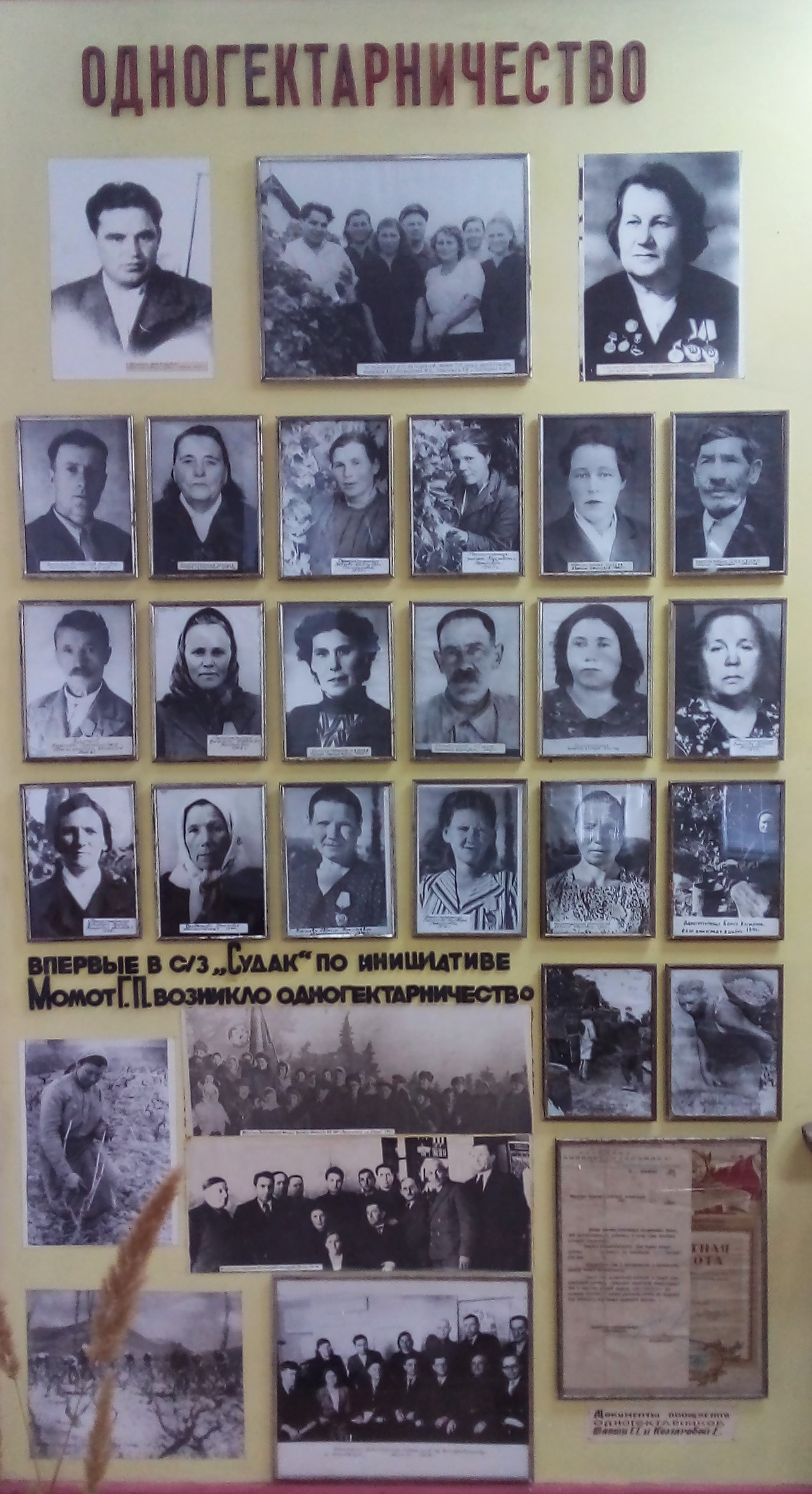
Стахановское движение одногектарников, зародившиеся в СЗ "Судак"
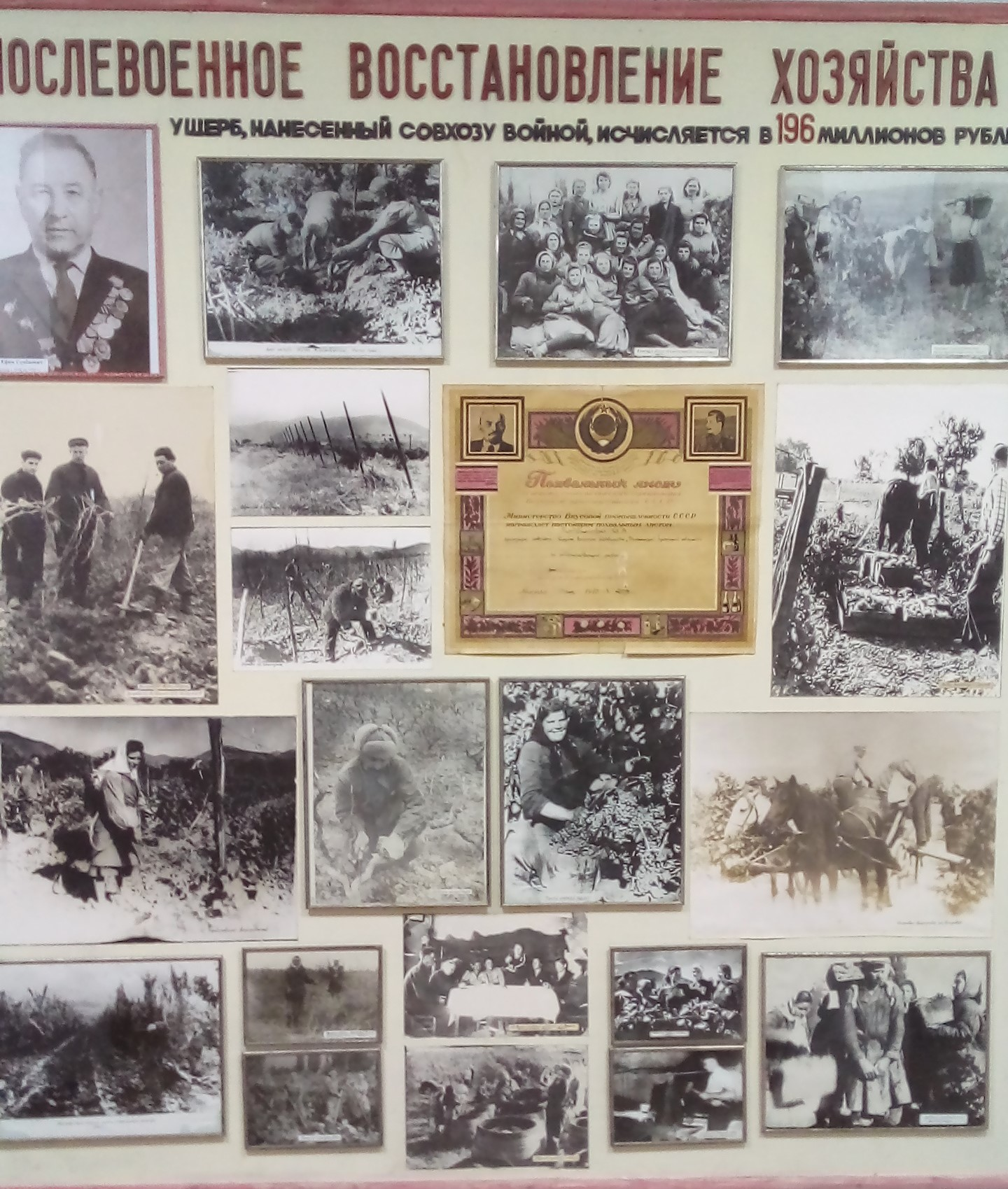
СЗ "Судак" в 1940-1960 годы
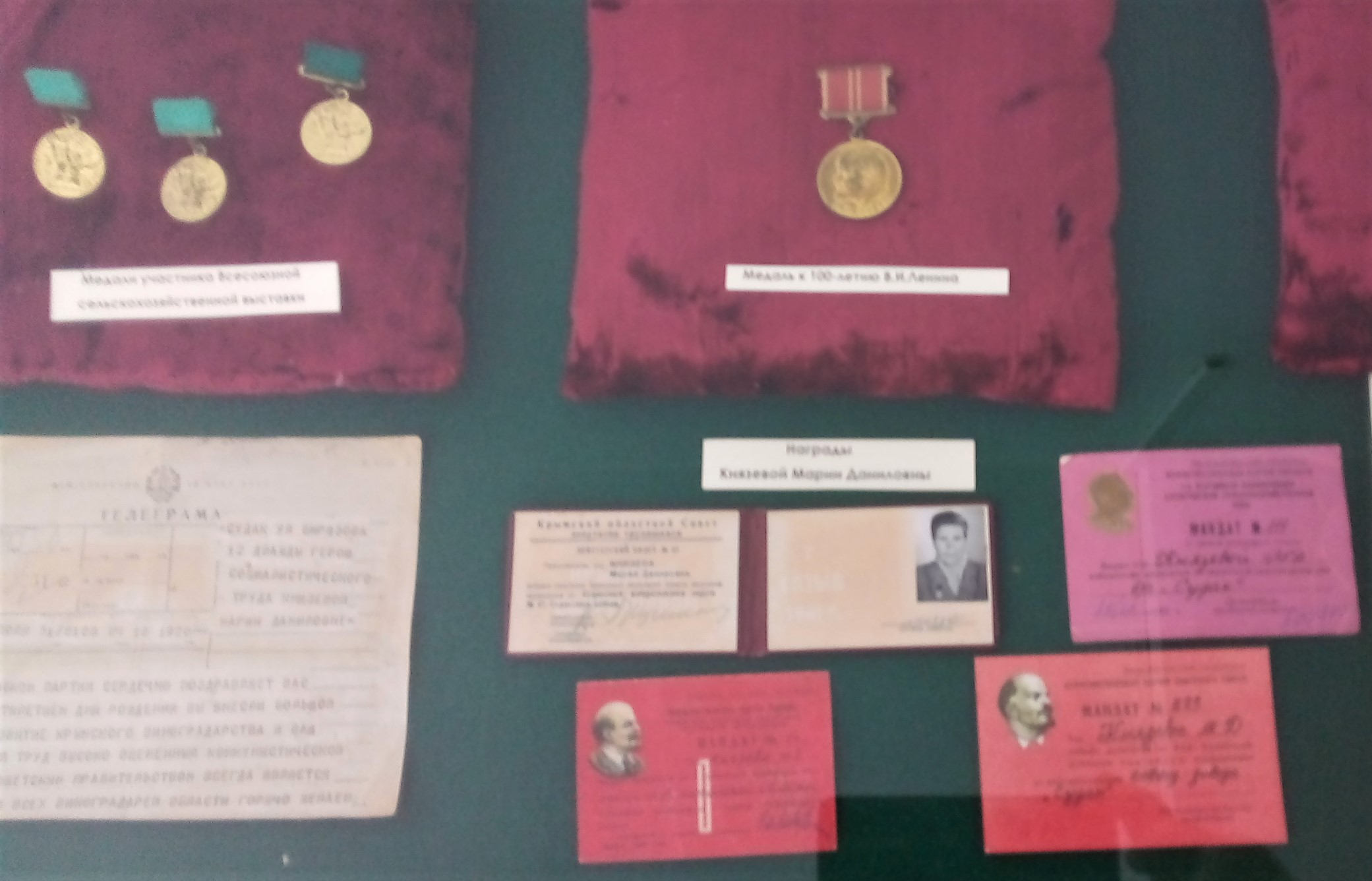
Стенд с наградами и документами дважды Героя Социалистического труда Князевой М. Д.
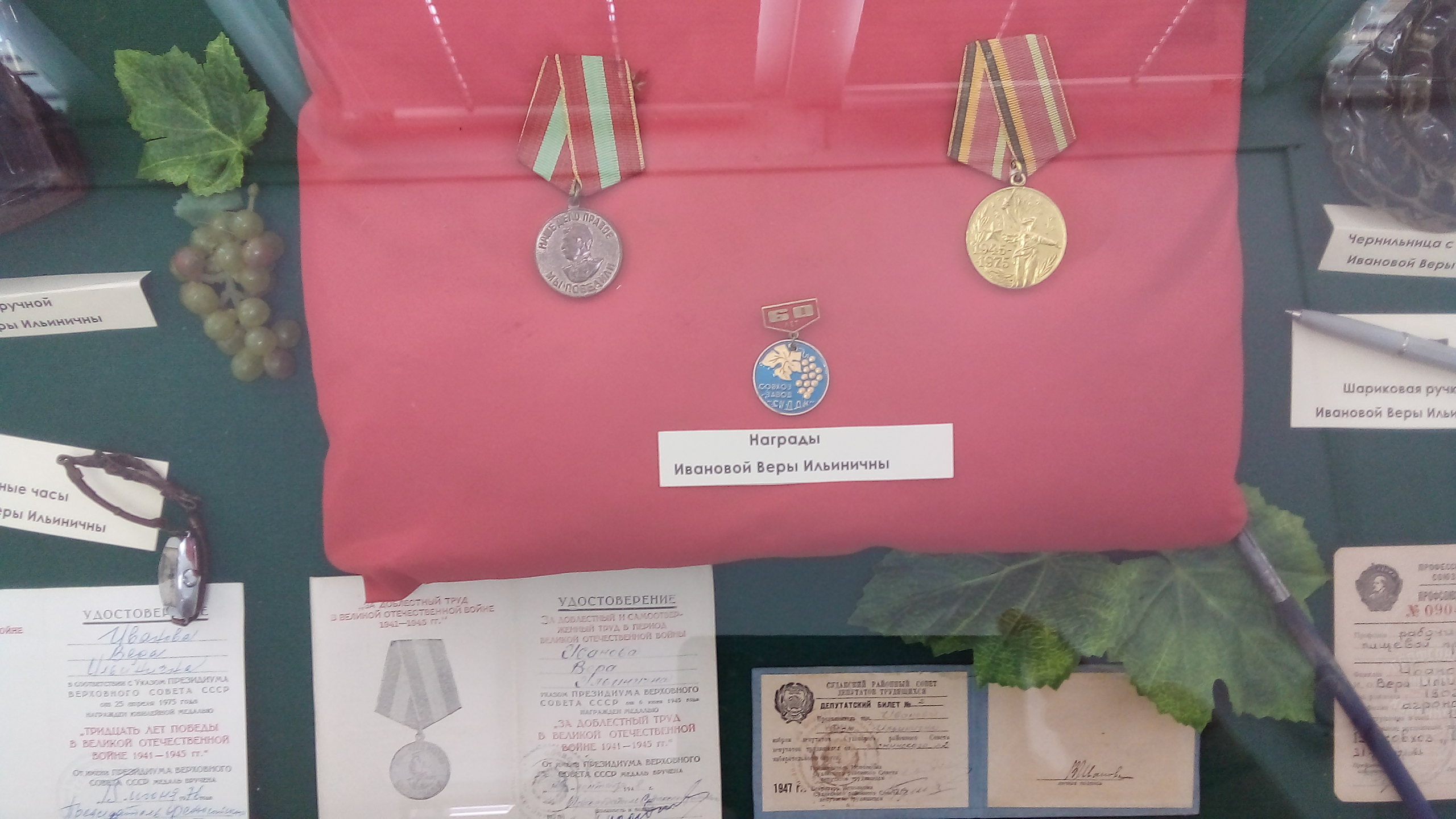
Стенд с наградами и документами Ивановой В. И.

В 1920 году основан совхоз-завод «Судак». Площадь виноградников составляла 163 га.
Хозяйство совхоза-завода за время Гражданской войны сильно пострадало, ощущалась нехватка квалифицированных рабочих. Это способствовало созданию в 1921 году «Судакской группы совхозов № 12», в состав которой вошли совхозы расположенные в населённых пунктах: Судак, Коз, Отуз и Новый Свет.
Большой вклад в развития виноделия данной местности внёс Голицын Л.С.
В 1939—1940 гг. на «Всесоюзной сельскохозяйственной выставке» предприятие и его работники были удостоены высоких наград.
В 1941—1945 гг. большая часть виноградников и имущества предприятия были уничтожены. Совхоз-завод «Судак» оправившись от потерь, в 1944 году осуществил сбор первого урожая.
В 1960 году в состав предприятия вошли несколько совхозов Судакской долины.

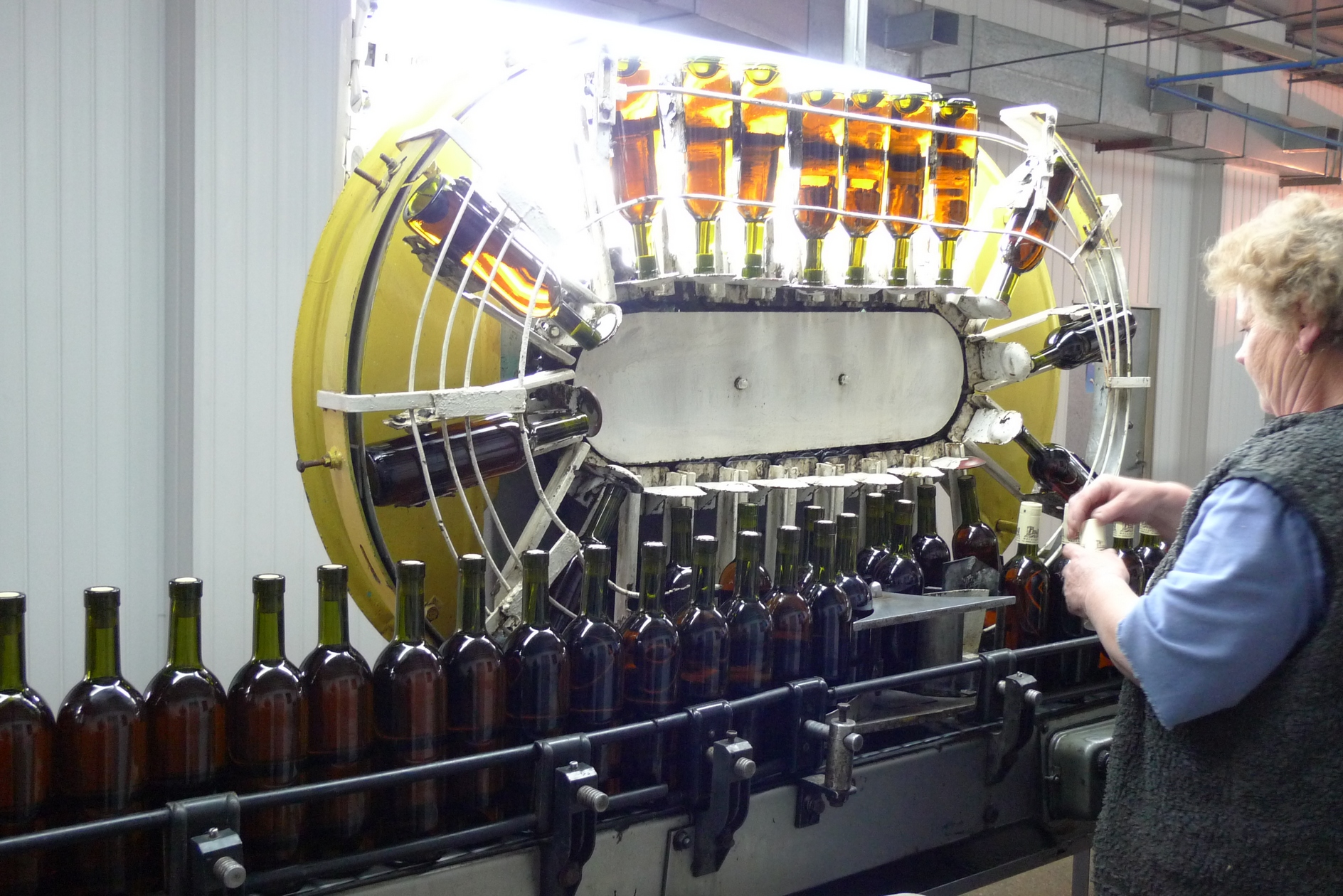
В цеху ГП «Судак»

### Предприятие сегодня
Основным видом деятельности предприятия является виноделие. В ГП «Судак» располагаются два винодельческих цеха.
Площадь насаждений винограда составляет 650 га (550 га технические и 100 га столовые сорта винограда). Произрастают следующие технические сорта винограда: Кокур белый (60 % общей площади), Алиготе, Ркацители и другие.
На территории предприятия сооружено 4 водоёма, общим объёмом воды 80 тыс. куб. м.
В ГП «Судак» наряду с основной деятельностью занимались до 2001 г. садоводством (площадь садов 84 га), растениеводством и животноводством.

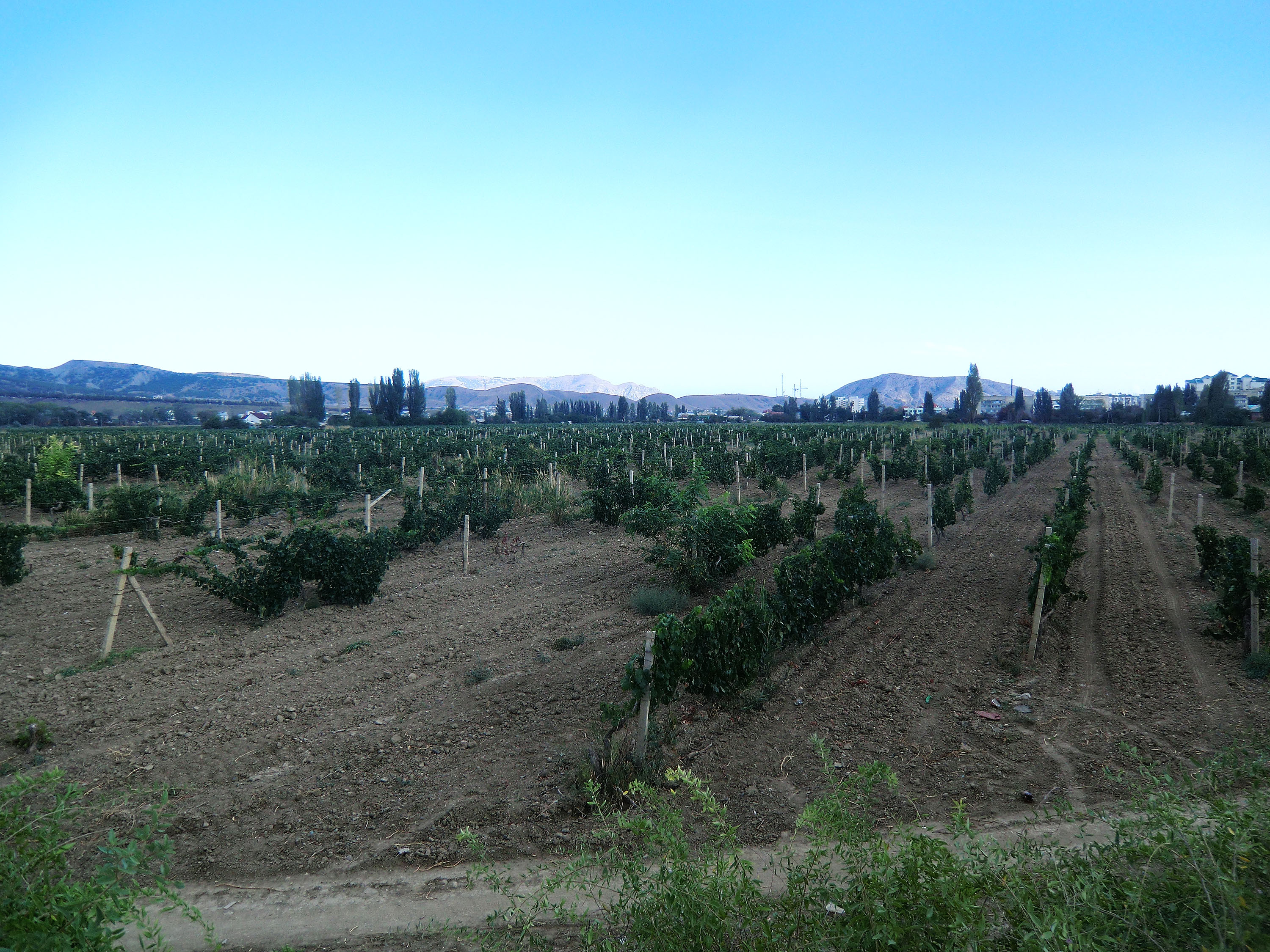
Виноградники ГП «Судак»

## Вина
Предприятие специализируется на производстве сухих, крепких и десертных вин.

### Десертные
- 1945 — «Кокур десертный Сурож» (Кубок «Гран-при», 8 золотых и 2 серебряных медали)[7]
- 1966 — «Бастардо Массандра» (4 золотых медали)
- 1982 — «Старый нектар»
- 1991 — «Ай-Серез» (2 золотых медали)
- 2003 — «Мускатель Массандра розовый»
- 2003 — «Мускатель Массандра чёрный»
- ? — «Золото Сугдеи»[8]

### Креплёные
- 1891 — «Портвейн красный Ливадия» (4 золотых и 5 серебряных медалей)
- 1936 — «Портвейн белый Сурож» (4 золотых медали)
- 1944 — «Портвейн белый Крымский» (Кубок «Гран-при», 2 золотых и серебряная медаль)
- 1944 — «Портвейн красный Южнобережный» (Кубок «Гран-при», 3 золотых и 4 серебряных медалей)
- 1944 — «Херес Массандра» (Кубок «Гран-при», 11 золотых и 2 серебряных медалей)
- 1951 — «Мадера Крымская» (2 золотых медали)
- 1997 — «Портвейн белый Алушта»
- 1997 — «Портвейн красный Алушта»
- 1997 — «Портвейн розовый Алушта»
- ? — «Генуэзское белое»
- ? — «Генуэзское розовое»[8]

### Столовые
- 2008 — «Кокур»
- ? — «Алиготе Крымское»
- ? — «Каберне»
- ? — «Столовое розовое полусладкое»[8]

## Музей виноделия
На территории ГП «Судак» (цеха № 2) расположен музей, в котором представлена экспозиция, посвящённая виноделию Судака. В музее находится дегустационный зал.

## Интересные факты
- В «Крымском училище виноделия» побывал император Александр I[2].
- В 1960-х гг. Совхоз-завод «Судак» посетил Маршак С.Я[2].
- Ранее в Судаке выпускались вина: Судакское крепкое (1804), Судакское шипучее (1808), Судакское Палласовское и др[4].
- Кубанские казаки просили позволения у императрицы Екатерины II получать из Судакской долины саженцы винограда, для культивирования насаждений винограда на Кубани[2].